# Johann Melchior von Knieriem
Johann Melchior von Knieriem, född 27 oktober 1758 i Riga i guvernementet Livland i kejsardömet Ryssland, död där den 15 juni 1817, var en balttysk rådman.

## Biografi
von Knieriem studerade juridik vid Erlangens universitet och Tübingens universitet 1778–1781. Han återvände till Riga 1782, där han bekantade sig med Elisabeth Holst, som senare blev hans hustru. Han blev därefter änkeman, 1790, och gifte därefter om sig med Anna Sophia Bärnhof. I äktenskapet med Holst föddes två barn, och i äktenskapet med Bärnhof föddes tolv barn.
von Knieriem var ordförande i brottsdeputationen, chefsförvaltare för brandförsäkringen och chefsadministratör för en fattigfond. Samt chef för en avdelning av det ryska bibelsällskapet, och medlem av det kurländska litteratur- och konstsamfundet. Han valdes till rådman 1806.
von Knieriem var farfar till Woldemar von Knieriem.